# Тодор Прахов
Тодор Лулчев Прахов е български политик от Българската комунистическа партия (БКП), кандидат-член на Политбюро (1954-1962).

## Биография
Тодор Прахов е роден на 29 април 1904 година в Златица. През 1921 година влиза в Българския комунистически младежки съюз и същата година е изключен от Пирдопската гимназия за участие в марксистки кръжок. Отива в София, където от 1922 година учи в Телеграфо-пощенското училище. Участва в подготвянето на Септемврийското въстание през 1923 година. През 1926 година става част от прокомунистическия профсъюз на пощенските служители, а през 1928 година е избран за негов секретар.
От 1927 година е член на БКП, а от 1934 година е политически сътрудник на нейния Централен комитет (ЦК). Малко след това е арестуван и уволнен за разпространение на позиви. Сътрудничи на вестник „Транспортен глас“. Между 1934 и 1936 година е част от Централния комитет на комунистическите Независими работнически професионални съюзи, а от 1936 до 1944 година е в Синдикалната комисия на ЦК на БКП. През 1941-1942 година Прахов е радист на съветския агент генерал Владимир Заимов, а след неговото разкриване през 1943 година е осъден задочно на смърт, като до Деветосептемврийския преврат през 1944 година остава в нелегалност.
В периода 1945 – 1948 година Тодор Прахов е организационен секретар на казионния Общ работнически професионален съюз (ОРПС). От 1948 до 1950 г. е първи заместник-министър на пощите, телеграфите и телефоните. От 1949 става заместник-председател на Контролната комисия при ЦК на БКП. Между 1950 и 1961 г. е председател на Централния съвет на Българския професионален съюз (БПС). В периода 1954 – 1971 г. е член на Президиума на Народното събрание, а от 1954 до 1962 г. е кандидат-член на Политбюро на ЦК на БКП.
През март 1960 година Прахов представя пред Политбюро доклад, описващ лошите условия на труд, масовите нарушения на трудовото законодателство и проблемите с безопасността на труда в страната. Макар за това да са обвинени стопанските ръководители по места, диктаторът Тодор Живков вижда в доклада скрита критика към своята политика за ускорен икономически растеж. През май 1961 година Прахов и цялото ръководство на БПС е сменено с тежки обвинения за отклоняване от основните задачи на профсъюзите при комунистическия режим. Новото ръководство, водено от Стоян Гюров, фокусира дейността си върху повишаването на производителността и идеологическата индоктринация на работниците, а критичните доклади на инспекторите по труда рязко намаляват.
От 1962 до 1966 г. Тодор Прахов е председател на ЦК на Съюза на борците против фашизма и капитализма. От 1962 г. е председател на Централната контролно-ревизионна комисия на БКП. На 7 септември 1964 г. е с указ № 537 е обявен за герой на социалистическия труд на България. Носител е на три ордена „Георги Димитров“ (1954, 1959, 1974). Умира на 19 септември 1977 г. в София.